# Alberto Pumarejo
Alberto Mario Pumarejo Vengoechea (Barranquilla, 2 de mayo de 1893-Barranquilla, 14 de agosto de 1970). Abogado, diplomático y político colombiano, militante del Partido Liberal Colombiano.
Fue diputado, concejal y alcalde de Barranquilla, representante a la Cámara y senador por el Atlántico y por el Magdalena, ministro plenipotenciario, designado presidencial y Director de la Policía colombiana en el gobierno de su pariente Alfonso López Pumarejo.
En 1938 logró una curul en el Congreso colombiano, estando en el cargo varias veces en los años 1943, 1949, 1958 y 1962, cuando los gobiernos de turno lo requerían para ser embajador o para pertenecer al gobierno. Como empresario exitoso fue uno de los fundadores del periódico liberal El Heraldo de Barranquilla.

## Biografía
Alberto Pumarejo nació el 2 de mayo de 1893 en Barranquilla, en el hogar del banquero Urbano Pumarejo y su esposa Beatriz Vengoechea.

### Estudios
Estudió secundaria en el Colegio Salvador Entregas de su ciudad natal, realizó estudios en distintos lugares de Europa, y finalmente se graduó como abogado el 30 de noviembre de 1916 en Bogotá en la entonces Universidad Republicana, hoy conocida como Universidad Libre.

### Carrera
Comenzó su actividad política como diputado a la Asamblea del Magdalena en 1917, pero no alcanzó a ejercer el cargo pues el gobernador del Atlántico, Abel Carbonell, lo nombró alcalde de Barranquilla. Entre 15 de junio de 1923 y el 22 de enero de 1925 ejerció el cargo de Juez Segundo del Circuito de Barranquilla.
En 1922, Alberto Pumarejo con sus compañeros de junta, José Fuenmayor R., Marco Tulio Mendoza Amarís, Julio H. Palacios, Santander Márquez M., Gabriel Márquez Aparicio y Alberto Osorio, entregó a Barranquilla una estatua de Francisco de Paula Santander, obtenida gracias a la contribución pública.
Junto con Alberto Roncallo y Abel Carbonell promovió en Barranquilla la culminación de Bocas de Ceniza, cuando en 1925 lograron legalizar ante el Gobierno Nacional la construcción de los tajamares en la desembocadura del río Magdalena. También fue gestor de la creación de las Empresas Públicas Municipales en 1925.

### Gobernador de Atlántico (1930-1931)
Siendo gerente de la sucursal del Banco de Bogotá en Barranquilla y cónsul de Colombia ante los gobiernos de Costa Rica y Suecia, por decreto del 15 de agosto de 1930 el presidente liberal Enrique Olaya Herrera nombró a Pumarejo como gobernador del Atlántico, cargo que asumió formalmente el 29 de agosto.

#### Gabinete departamental
- Secretario de Gobierno: Juan Pablo Manotas.
- Secretario de Hacienda: Carlos Daníes Roca.
- Jefe de Policía: Domingo De la Rosa.
- Jefe de impuestos: Jorge Lascano.
- Alcalde de Barranquilla: Nicolás Llinás Vega.

### Ministro de Correos y Telégrafos (1931-1934)
El 28 de julio de 1931 el presidente Olaya Herrera lo promueve al Ministerio de Correos, donde logra la extensión de líneas telegráficas, fomenta las ondas cortas como método de comunicación y promueve el tráfico aéreo, gestado en Barranquilla. Fue precursor, con la tarjeta postal y del establecimiento de la cédula electoral.

#### Fundación deEl Heraldo

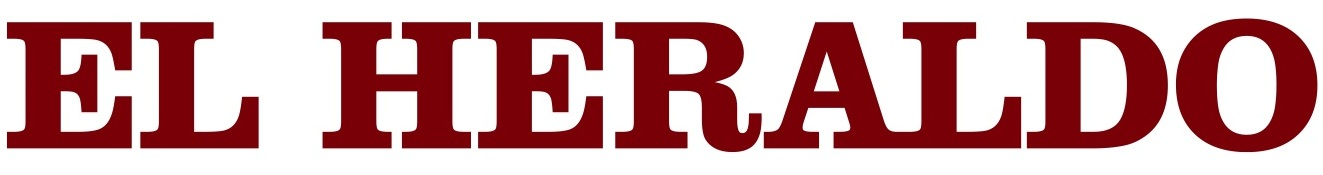
Logo del periódico El Heraldo.

Junto con Juan B. Fernández Ortega, Luis Eduardo Manotas y aportes de su cuñado Mario Santo Domingo, Pumarejo fundó el periódico local de Barranquilla El Heraldo el 28 de octubre de 1933, mientras estaba en el ministerio.
Por medio de este periódico de abierta afiliación liberal, Pumarejo buscaba la promoción y apoyo de la candidatura de su pariente Alfonso López Pumarejo, quien era ministro plenipotenciario del presidente Olaya Herrera. La fundación del periódico buscaba poner contrapeso a las pretensiones conservadores del periódico La Prensa, el más importante de la región. Pumarejo y sus socios decidieron que Fernández fuera el director del periódico, quien en ese momento era embajador de Olaya en Panamá.

### Ministro de Guerra (1934)
El 29 de mayo de 1934, Olaya lo remueve del ministerio de Correos y lo nombra ministro de Guerra de Colombia. El 7 de agosto de 1934 el nuevo presidente, Alfonso López Pumarejo lo confirma en el cargo hasta el 25 de septiembre de 1934, cuando lo nombra Director de la Policía Nacional, gracias a la experiencia que logró en el ministerio de Guerra. Pumarejo estuvo en el cargo hasta el 21 de octubre del mismo año.

### Otros cargos
Pumarejo también fue nombrado Primer Designado a la Presidencia de la República, cargo que ganó superando al líder conservador Laureano Gómez, por 24 votos. Pumarejo ocupó la Designatura desde el 2 de octubre de 1934 hasta el 31 de diciembre de 1936, pese a que nunca llegó a ejercer la presidencia. Luego presidió el Consejo de Estado desde el 1.º de noviembre de 1934 hasta julio de 1937.
Pumarejo fue el primer embajador en Venezuela, cuando el presidente Eduardo Santos elevó a embajada la delegatura en ese país. Elaboró en 1941 el Acuerdo y Tratado López de Mesa-Gil Borges, con el que se delimitó la actual frontera colombo-venezolana, bajo la dirección del canciller López de Mesa.

### Últimos años
Durante el gobierno de Alberto Lleras Camargo, Pumarejo fue nombrado gobernador de Atlántico por segunda vez, en el marco del Frente Nacional. Como gobernador Pumarejo impulsó la ampliación del centro de Barranquilla, la creación del Centro Cívico y la construcción de la Zona Franca, en 1964. También promovió la construcción del ferrocarril de Bogotá a Sogamoso.
Alberto Pumarejo Vengoechea sufrió un infarto fulminante el 14 de agosto de 1970, muriendo a los 77 años. En el momento de su muerte Pumarejo era alcalde de Barranquilla, y se encontraba en su oficina junto al concejal Claudio Urruchurtu y Torregrosa.

## Vida privada

### Aspecto
Se dice que Pumarejo asistía a eventos sociales en su natal Barranquilla, vestido de un traje blanco impecablemente planchado, "con espejuelos dorados y ademán parsimonioso", es decir, que era de movimientos lentos y repetidos. Era un hombre alto, elegante, culto y que imponía respeto, según mencionan algunos testigos.

### Familia

#### Ascendencia
Alberto Pumarejo es miembro de una prestigiosa familia de la Costa Caribe colombiana.
Su padre fue el banquero Luis Gregorio Urbano Pumarejo Quirós, oriundo de Valledupar, quien era hermano de otro exitoso empresario de la región, Sinforoso Pumarejo Quirós. Urbano y Sinforoso eran descendientes del criollo Juan Manuel de Pumarejo y Casuso, rico empresario que se estableció en la región.
Por su parte, la madre de Alberto era Beatriz Vengoechea Dávila. Los Pumarejo también fueron padres de Beatriz Helena Pumarejo Vengoechea. Beatriz era la madre del banquero Julio Mario Santodomingo Pumarejo, quien, por tanto, era sobrino de Alberto Pumarejo.

#### Matrimonio
Alberto Pumarejo contrajo matrimonio con Eva Certain, de quien tuvo 3 hijos: Alberto Mario, Jaime y Beatriz Helena "Nena" Pumarejo Certain. El nieto más conocido de Alberto es el político y empresario Jaime Pumarejo Heins, alcalde de Barranquilla en el período 2021-2023, quien es hijo de Jaime, segundo hijo de Alberto y alcalde de Barranquilla entre 1988 y 1990.

#### Parentela
Su tío Sinforoso era el padre de Rosario Pumarejo Cotes, que contrajo matrimonio con el banquero Pedro Aquilino López. Pedro y Rosario a su vez eran los padres de Alfonso López Pumarejo, quien fue presidente de Colombia entre 1934 y 1938, y luego entre 1942 y 1943, y de 1944 a 1945. Por consiguiente, Alberto era primo de Rosario Pumarejo, y en consecuencia pariente en segundo grado de Alfonso López Pumarejo.
Hijo de Alfonso fue Alfonso López Michelsen, presidente del país entre 1974 y 1978, y nietos de Alfonso son los políticos y periodistas Luis Fernando, Alfonso y Felipe López Caballero, que fueron concebidos del matrimonio de López con la periodista Cecilia Caballero Blanco.
Otro de los tíos de Alberto era Rosa Andrea Pumarejo Quirós, quien casada con el jamaiquino de ascendencia colombiana Manuel Dávila García, tuvo al empresario y fundador de la Zona Bananera, José Domingo Dávila Pumarejo; por tanto José Domingo es primo de Alberto. De los Dávila desciende el empresario Alberto Dávila Díaz Granados.

## Homenajes

### Puente Pumarejo
Como impulsor del puente de Barranquilla que atraviesa el río Magdalena, el puente fue nombrado en honor a Pumarejo por el clamor popular. En un principio el puente recibió por medio de una norma estatal de 1966 el nombre de puente Laureano Gómez, en honor al expresidente colombiano del mismo nombre. Sin embargo, los habitantes de la región, en gratitud a Pumarejo, que falleció 4 años antes de la inauguración de la obra, lo bautizó puente Alberto Pumarejo, y el nombre se popularizó en todo el país.
El cambio de nombre generó una polémica entre los conservadores -que estaban en el poder-, y los liberales -a los que perteneció en vida Pumarejo- ya que naturalmente el presidente Misael Pastrana defendió el nombre de Laureano Gómez por su militancia en el Partido Conservador Colombiano, en perjuicio de los deseos de los barranquilleros.
Un nuevo puente fue construido durante el gobierno de Juan Manuel Santos, y se bautizó oficialmente puente Pumarejo en 2019.

### Otras obras
Por medio de la Ley 75 de 1993, el presidente liberal César Gaviria reconoció los aportes de Pumarejo y bautizó la avenida Circunvalación de Barranquilla con su nombre.